# 克洛德·鲁埃尔
克洛德·鲁埃尔（法語：Claude Rouer，1929年10月25日—2021年7月23日），法国男子自行车运动员。他曾代表法国参加1952年夏季奥林匹克运动会自行车比赛，获得男子团体公路赛铜牌。